# Sân vận động Śląski
Sân vận động Śląski (tiếng Ba Lan: Stadion Śląski) là một sân vận động thể thao nằm trong khuôn viên của Công viên Śląski ở Chorzów, Ba Lan. Sân vận động có sức chứa được che phủ hoàn toàn là 55.211 người, sau khi nâng cấp gần đây hoàn thành vào tháng 10 năm 2017. Sân vận động đã tổ chức nhiều trận đấu của đội tuyển bóng đá quốc gia Ba Lan và trong nhiều thập kỷ là sân vận động quốc gia của Ba Lan. Sau khi Sân vận động Quốc gia ở Warszawa hoàn thành, Sân vận động Śląski đã mất vai trò đó. Sân vận động này đã không hoạt động từ năm 2009 đến 2017 do quá trình tái thiết đang diễn ra.
Sân vận động Śląski là sân vận động hạng 4 của UEFA.

## Lịch sử
Năm 1950, là một phần của dự án xây dựng Công viên Śląski đầy tham vọng, kế hoạch cho Sân vận động Śląski đã được Julian Brzuchowski vạch ra. Việc xây dựng bắt đầu vào năm 1951, và sân vận động mở cửa vào năm 1956. Sân được khánh thành vào ngày 22 tháng 7 năm 1956 với trận đấu với Đông Đức.
Năm 1993, sân vận động chính thức được đặt là sân vận động quốc gia của Ba Lan, do địa điểm ở Warszawa. Sân vận động thường xuyên tổ chức các trận đấu bóng đá, cũng như các buổi hòa nhạc và các sự kiện khác.

### Hiện đại hóa
Sân vận động Śląski là một trong những địa điểm được đưa vào danh sách rút gọn cho giải đấu Euro 2012, nhưng sân không lọt vào danh sách cuối cùng. Địa điểm cũng được lọt vào danh sách chọn lọc là ứng cử viên của Ba Lan cho Giải vô địch bóng đá châu Âu 2020.
Từ năm 2009, sân vận động đã trải qua quá trình hiện đại hóa bao gồm việc xây dựng mái che rộng 43.000 mét vuông, khán đài mới, ánh sáng, màn hình video và hệ thống âm thanh được cải tiến. Đường chạy tốc độ đã được thay thế bằng đường chạy truyền thống cho phép Chorzów tổ chức các sự kiện điền kinh quốc tế. Mái che mới bị sập vào năm 2011 khiến dự án bị đình trệ. Mặc dù ban đầu dự kiến hoàn thành vào mùa thu năm 2011 với giá 415 triệu złoty, các khâu hoàn thiện chỉ được hoàn thành vào năm 2017 với chi phí khoảng 650 triệu złoty.

## Sự kiện

### Bóng đá

#### Đội tuyển bóng đá quốc gia Ba Lan[6]

##### Trước khi cải tạo
| #  | Ngày                 | Đối thủ          | Kết quả | Khán giả |
| -- | -------------------- | ---------------- | ------- | -------- |
| 1  | 22 tháng 7 năm 1956  | Đông Đức         | 0–2     | 90.000   |
| 2  | 20 tháng 10 năm 1957 | Liên Xô          | 2–1     | 100.000  |
| 3  | 11 tháng 5 năm 1958  | Cộng hòa Ireland | 2–2     | 80.000   |
| 4  | 14 tháng 9 năm 1958  | Hungary          | 1–3     | 90.000   |
| 5  | 28 tháng 6 năm 1959  | Tây Ban Nha      | 2–4     | 100.000  |
| 6  | 8 tháng 11 năm 1959  | Phần Lan         | 6–2     | 22.000   |
| 7  | 26 tháng 6 năm 1960  | Bulgaria         | 4–0     | 25.000   |
| 8  | 25 tháng 6 năm 1961  | Nam Tư           | 1–1     | 100.000  |
| 9  | 5 tháng 11 năm 1961  | Đan Mạch         | 5–0     | 10.000   |
| 10 | 10 tháng 10 năm 1962 | Bắc Ireland      | 0–2     | 50.000   |
| 11 | 2 tháng 6 năm 1963   | România          | 1–1     | 40.000   |
| 12 | 23 tháng 5 năm 1965  | Scotland         | 1–1     | 80.000   |
| 13 | 3 tháng 5 năm 1966   | Hungary          | 1–1     | 95.000   |
| 14 | 5 tháng 7 năm 1966   | Anh              | 0–1     | 70.000   |
| 15 | 21 tháng 5 năm 1967  | Bỉ               | 3–1     | 65.000   |
| 16 | 24 tháng 4 năm 1968  | Thổ Nhĩ Kỳ       | 8–0     | 35.000   |
| 17 | 30 tháng 10 năm 1968 | Cộng hòa Ireland | 1–0     | 18.000   |
| 18 | 7 tháng 9 năm 1969   | Hà Lan           | 2–1     | 85.000   |
| 19 | 14 tháng 10 năm 1970 | Albania          | 3–0     | 10.000   |
| 20 | 6 tháng 6 năm 1973   | Anh              | 2–0     | 90.000   |
| 21 | 26 tháng 9 năm 1973  | Wales            | 3–0     | 90.000   |
| 22 | 10 tháng 9 năm 1975  | Hà Lan           | 4–1     | 85.000   |
| 23 | 24 tháng 3 năm 1976  | Argentina        | 1–2     | 60.000   |
| 24 | 21 tháng 9 năm 1977  | Đan Mạch         | 4–1     | 80.000   |
| 25 | 29 tháng 10 năm 1977 | Bồ Đào Nha       | 1–1     | 80.000   |
| 26 | 4 tháng 4 năm 1979   | Hungary          | 1–1     | 60.000   |
| 27 | 2 tháng 5 năm 1979   | Hà Lan           | 2–0     | 85.000   |
| 28 | 26 tháng 9 năm 1979  | Đông Đức         | 1–1     | 70.000   |
| 29 | 6 tháng 6 năm 1980   | Tiệp Khắc        | 1–1     | 45.000   |
| 30 | 2 tháng 5 năm 1981   | Đông Đức         | 1–0     | 80.000   |
| 31 | 2 tháng 9 năm 1981   | Đức              | 0–2     | 70.000   |
| 32 | 22 tháng 5 năm 1983  | Liên Xô          | 1–1     | 75.000   |
| 33 | 11 tháng 9 năm 1985  | Bỉ               | 0–0     | 75.000   |
| 34 | 16 tháng 11 năm 1985 | Ý                | 1–0     | 20.000   |
| 35 | 19 tháng 10 năm 1988 | Albania          | 1–0     | 35.000   |
| 36 | 11 tháng 10 năm 1989 | Anh              | 0–0     | 35.000   |
| 37 | 25 tháng 10 năm 1989 | Thụy Điển        | 0–2     | 15.000   |
| 38 | 29 tháng 5 năm 1993  | Anh              | 1–1     | 65.000   |
| 39 | 2 tháng 4 năm 1997   | Ý                | 0–0     | 32.000   |
| 40 | 31 tháng 5 năm 1997  | Anh              | 0–2     | 30.000   |
| 41 | 27 tháng 5 năm 1998  | Nga              | 3–1     | 8.000    |
| 42 | 31 tháng 3 năm 1999  | Thụy Điển        | 0–1     | 28.000   |
| 43 | 1 tháng 9 năm 2001   | Na Uy            | 3–0     | 43.000   |
| 44 | 6 tháng 10 năm 2001  | Ukraina          | 1–1     | 25.000   |
| 45 | 29 tháng 3 năm 2003  | Hungary          | 0–0     | 47.000   |
| 46 | 10 tháng 9 năm 2003  | Thụy Điển        | 0–2     | 20.000   |
| 47 | 8 tháng 9 năm 2004   | Anh              | 1–2     | 45.000   |
| 48 | 3 tháng 9 năm 2005   | Áo               | 3–2     | 45.000   |
| 49 | 31 tháng 5 năm 2006  | Colombia         | 1–2     | 40.000   |
| 50 | 11 tháng 10 năm 2006 | Bồ Đào Nha       | 2–1     | 45.000   |
| 51 | 17 tháng 11 năm 2007 | Bỉ               | 2–0     | 47.000   |
| 52 | 1 tháng 6 năm 2008   | Đan Mạch         | 1–1     | 35.000   |
| 53 | 11 tháng 10 năm 2008 | Cộng hòa Séc     | 2–1     | 47.000   |
| 54 | 5 tháng 9 năm 2009   | Bắc Ireland      | 1–1     | 45.000   |
| 55 | 14 tháng 10 năm 2009 | Slovakia         | 0–1     | 4.000    |

##### Sau khi cải tạo
| # | Ngày                 | Đối thủ    | Kết quả | Khán giả |
| - | -------------------- | ---------- | ------- | -------- |
| 1 | 27 tháng 3 năm 2018  | Hàn Quốc   | 3–2     | 53.129   |
| 2 | 11 tháng 10 năm 2018 | Bồ Đào Nha | 2–3     | 48.783   |
| 3 | 14 tháng 10 năm 2018 | Ý          | 0–1     | 41.692   |
| 4 | 11 tháng 11 năm 2020 | Ukraina    | 2–0     | 20.000   |
| 5 | 18 tháng 11 năm 2020 | Hà Lan     | 1–2     | 0        |